# Nokia 6600
Nokia 6600 – telefon komórkowy stworzony przez fińską firmę Nokia w 2003 roku, bezpośredni następca modeli Nokia 7650 oraz Nokia 3650. Głównymi różnicami w stosunku do poprzednich modeli, jest wykorzystanie nowszej wersji systemu operacyjnego Symbian (7.0) oraz nowszej wersji nakładki Series 60 (obsługujących min. tzw. themes "tematy" - czyli możliwość dowolnej zmiany elementów graficznych menu), a także nieco lepszą jakość zrobionych zdjęć, pozbawiony (biorąc pod uwagę Nokię 7650) zniekształceń w rogach.

## Ogólne specyfikacje
- Telefon Nokia 6600
- Cyfrowy aparat fotograficzny z funkcją zbliżania
- Nagrywanie i odtwarzanie wideo
- Kolorowy wyświetlacz TFT (65 536 kolorów)
- Zaawansowane funkcje zarządzania informacjami osobistymi
- Java™ MIDP 1.0
- Telefon trójzakresowy

## Pełna specyfikacja
Wielkość i masa
- Masa z baterią standardową: 125 g
- Masa bez baterii: 104 g
- Masa baterii standardowej BL-5C: 21 g
- Wymiary: 108,6 x 58,2 x 23,7 mm, 113 cm3

Wyświetlacz i rozkład funkcji
- Kolorowy wyświetlacz TFT z aktywną matrycą,
- 65 536 kolorów
- 176 x 208 pikseli
- Graficzny rozkład funkcji, możliwość wybierania motywów
- Joystick z nawigacją w 5 kierunkach
- System operacyjny Symbian 7.0s

Wbudowana kamera cyfrowa VGA
- Aparat fotograficzny: rozdzielczość 640 x 480 pikseli, trzy tryby robienia zdjęć (standardowy, portretowy i nocny), cyfrowa funkcja zbliżania x2, samowyzwalacz
- Nagrywanie wideo: subQCIF (128 x 96); dźwięk (wł./wył.); cyfrowa funkcja zbliżania x2
- Odtwarzacz RealOne: odtwarzanie i transmisja materiałów w formacie RealMedia oraz zgodnych ze standardem 3GPP
- Galeria multimedialna: umożliwia łatwy dostęp do materiałów multimedialnych (zdjęć, dźwięków, plików wideo) pobranych lub utworzonych za pomocą telefonu oraz organizowanie ich

Funkcje używające pamięci
- 6 MB wewnętrznej pamięci współdzielonej na kontakty, wiadomości tekstowe i multimedialne, dźwięki dzwonka, zdjęcia, pliki wideo, notatki kalendarza, listę spraw i aplikacje
- Gniazdo karty rozszerzającej pamięć

Wiadomości
- Wiadomości multimedialne MMS: łączenie obrazu z tekstem, głosem oraz plikiem wideo, wysyłanie wiadomości MMS do kompatybilnego telefonu lub komputera, szablony wiadomości MMS z prezentacjami zawierającymi wiele obrazów
- Poczta elektroniczna: dostęp do prywatnego i służbowego konta poczty elektronicznej, możliwość korzystania z protokołów SMTP, POP3 oraz IMAP4
- Wiadomości tekstowe: łączone wiadomości SMS, wiadomości obrazkowe, listy wysyłkowe wiadomości SMS
- Przewidywanie wpisywanego tekstu: w głównych językach używanych w Europie i regionie Azji oraz Pacyfiku

Łączność bezprzewodowa
- Bezprzewodowa technologia Bluetooth
- Port IrDA
- Lokalna synchronizacja kontaktów i kalendarza z komputerem za pomocą pakietu PC Suite
- Zdalna bezprzewodowa synchronizacja przy użyciu protokołu SyncML
- Wysyłanie i odbieranie zdjęć, plików wideo i wizytówek

Przeglądanie stron
- Zaawansowana przeglądarka XHTML
- Portfel elektroniczny: wygodny sposób na przechowywanie i używanie w trybie online danych liczbowych oraz haseł

Transmisja danych
- Do 40,2 Kb/s w sieciach GPRS
- Do 43,2 Kb/s w sieciach HSCSD

Połączenia
- Kontakty: zaawansowana baza danych kontaktów z funkcją przypisywania wielu numerów telefonicznych oraz adresów poczty elektronicznej jednej osobie; możliwość korzystania z miniatur oraz grup
- Szybkie wybieranie numeru
- Rejestr: lista wybranych, odebranych i nieodebranych połączeń
- Automatyczne ponowne wybieranie
- Automatyczne odbieranie (tylko z kompatybilnym zestawem słuchawkowym lub samochodowym)
- Wybieranie ustalonych numerów (możliwe są tylko połączenia z predefiniowanymi numerami)
- Połączenia konferencyjne

Aplikacje Java™
- Możliwość pobierania aplikacji Java™ MIDP 1.0

Funkcje głosowe
- Wybieranie głosowe
- Polecenia głosowe
- Dyktafon
- Wbudowany zestaw głośnomówiący

Działanie w trzech zakresach częstotliwości
- Sieci GSM E900/1800/1900
- Automatyczna zmiana zakresu częstotliwości

Usługi cyfrowe
- Aplikacje Symbian dostępne w witrynie Nokia Software Market
- Obrazy, ikony, animacje, logo
- Gry: możliwość pobierania nowych gier
- Dźwięki dzwonka: dźwięki True Tone, polifoniczne dźwięki dzwonka